# Alexander Mach
Alexander Mach (též Šaňo Mach, 11. října 1902 Slovenský Meder – 15. října 1980 Bratislava) byl slovenský novinář, funkcionář HSĽS, hlavní velitel Hlinkovy gardy a ministr vnitra Slovenského státu.

## Životopis
Od roku 1922 byl funkcionářem HSĽS. V letech 1926–1939 působil jako redaktor a šéfredaktor Slováka. Ve 20. letech byl blízkým spolupracovníkem Vojtecha Tuky. V roce 1936 se stal členem vedení HSĽS, kde vystupoval jako představitel takzvaného radikálního křídla strany. V letech 1938–39 se svou činností podílel na rozbití ČSR.
V prosinci 1938 se stal členem slovenského sněmu. Po vyhlášení Slovenské republiky působil v letech 1939–1944 jako hlavní velitel Hlinkovy gardy, v letech 1940–1945 byl zároveň ministrem vnitra a 1940–1944 místopředsedou slovenské vlády. Prosazoval těsnou spolupráci s nacistickým Německem a rovněž nesl zodpovědnost za perzekuci slovenského odboje a deportace slovenských Židů do nacistických koncentračních táborů.
V dubnu 1945 utekl do Rakouska, Američané jej však vydali zpět do ČSR. V roce 1947 byl odsouzen na 30 let vězení (trest mu byl posléze zmírněn na 25 let). V roce 1968 byl amnestován.